# Der Dämon mit den blutigen Händen
Der Dämon mit den blutigen Händen (Originaltitel: Blood of the Vampire) ist ein britischer Horrorfilm aus dem Jahre 1958. Das Drehbuch schrieb Jimmy Sangster, Regie führte Henry Cass und die Hauptrollen spielten Donald Wolfit, Barbara Shelley und Vincent Ball. Produziert wurde er von Robert S. Baker und Monty Berman.

## Handlung

### Prolog
Im Jahr 1874 wird in Transsylvanien ein Mann beerdigt. Da er für einen Vampir gehalten wird, wird ihm mittels eines großen Holzhammers ein hölzerner Pfahl ins Herz getrieben. Ein buckliger, humpelnder, stummer Mann, dessen rechtes Auge etwas tiefer als sein linkes sitzt tötet jedoch den Leichenbestatter und gräbt die Leiche des Mannes wieder aus. Später besucht er einen älteren Mann, den er dafür bezahlt, die soeben ausgegrabene Leiche wieder zum Leben zu erwecken. Als der ältere Mann von dem Buckligen mehr Geld als vereinbart verlangt, ersticht letzterer den Mann mit einem kleinen Messer.

### Sechs Jahre später
Der Arzt Dr. John Pierre  wird wegen fahrlässiger Tötung angeklagt, weil er als erster Arzt eine Bluttransfusion an einem Menschen durchgeführt hat, welcher dabei ums Leben gekommen ist. Er wird für schuldig befunden und soll auf eine Gefängnisinsel gebracht werden. Im Kerker des Gerichts wird John von seiner Frau Madeleine Duval besucht, die ihm verspricht, dass sie für seine Freilassung sorgen werde, und ihm zum Abschied einen Anhänger mit einem Bild von ihr schenkt. Seltsamerweise wird John von Wachmännern abgeholt und mit einer Kutsche zu einer psychiatrischen Anstalt gebracht. Der Kutscher ist der bucklige, stumme Mann.
In der Anstalt angekommen, macht John Bekanntschaft mit dem sadistischen Wärter Wetzler, welcher ihm den Anhänger wegnimmt. Dann wird John in eine Zelle mit dem nach eigener Aussage ebenfalls unschuldig verhafteten Kurt Urach gesteckt. Kurt erzählt John, dass in der Anstalt unmenschliche Bedingungen herrschen und dort jede Woche ein Häftling auf mysteriöse Weise sterbe. Später müssen John, Kurt und die restlichen Gefangenen im Gefängnishof Gräber ausheben, obwohl bisher noch niemand gestorben ist. Als John und Kurt wieder in der Zelle sind, wird ein Mann schreiend von zwei Wärtern den Gang entlang gezerrt. Kurt erzählt John, dass der Gefangene zu Dr. Callistratus, dem Leiter der Anstalt gebracht werde und dass dieser hier über Leben und Tod entscheide. Des Weiteren sagt Kurt auch, dass er eine Möglichkeit kenne, aus der Anstalt zu fliehen.
Am nächsten Tag wird auch John zu Dr. Callistratus gebracht. Es stellt sich heraus, dass Dr. Callistratus der Mann ist, der am Anfang des Films begraben wurde. Der bucklige, stumme Mann heißt Carl und ist Callistratus' Diener. Dr. Callistratus erzählt John, dass er in die Anstalt gebracht wurde, weil er versucht hat, das Blut eines Menschen in den Körper eines anderen zu pumpen, und auch Callistratus selbst schon seit langer Zeit daran arbeitet. John ist von nun an kein Gefangener mehr, sondern arbeitet auch in der Anstalt als Gehilfe von Dr. Callistratus. John und der Doktor finden heraus, dass nur bestimmte Blutgruppen zueinander passen.
Ohne dass John etwas davon erfährt, benutzt Dr. Callistratus eines Tages im Keller der Anstalt einen Gefangenen für ein grausiges Experiment. Er und Carl schneiden dem Gefangenen die Halsschlagader durch und lassen sein Blut durch einen Schlauch in einen Behälter fließen. Anschließend schließt Dr. Callistratus den Schlauch an seinen eigenen Arm an und lässt sich das Blut des Gefangenen in den Körper pumpen. Carl erwischt plötzlich Dr. Callistratus' neugierige Haushälterin dabei, wie sich diese in den Keller schleicht. Dr. Callistratus lässt sie darauf von Carl an die Wand ketten, um auch an ihr Experimente durchzuführen.
Madeleine konnte inzwischen feststellen, dass Johns Haftbefehl gefälscht war. Sein Fall wird deshalb neu aufgerollt mit dem Ergebnis, dass John freigesprochen wird. John, welcher davon noch nichts erfahren hat, wird eines Tages ebenfalls neugierig darauf, was im Keller vor sich geht. Er will sich in den Keller schleichen, wird aber von Carl aufgehalten. John versucht an ihm vorbeizukommen, was in einem Kampf mit Carl endet. Schließlich geht Carl mit einem Messer auf John los, wird aber in letzter Sekunde von Dr. Callistratus aufgehalten. Später wird Dr. Callistratus von einem Mann namens Monsieur Auron von Johns Freisprechung unterrichtet. Monsieur Auron ist sehr aufgebracht, da er Johns Haftbefehl unterzeichnet hat. Dr. Callistratus will alles vertuschen. Er erzählt John davon, dass sein Fall wieder aufgerollt worden sei, sagt ihm aber, dass seiner Freilassung nicht zugestimmt worden sei. John, den nur die Hoffnung bald freigelassen zu werden noch dazu animiert hat, für Dr. Callistratus zu arbeiten, geht in der Nacht zu Kurt. John sagt Kurt, dass er nun für Callistratus arbeite und dass Kurt ihm von der Möglichkeit zu fliehen erzählen solle. Kurt traut John erst nicht, aber John kann ihn schließlich überzeugen. Kurt sagt ihm, dass er einen Schlüssel habe, um die Zellentür aufzusperren, und ein Seil, um über die Mauer zu klettern. Da im Hof jedoch Hunde angekettet sind, die sofort bellen, wenn sie einen Menschen sehen, müssen sie sehr vorsichtig sein. Sie schaffen es, aus der Zelle zu kommen, und können einen Wachmann überwältigen. Kurt gelangt in den Hof, John wird aber von Wetzler und Dr. Callistratus aufgehalten. Callistratus wusste von dem Ausbruch und hat bisher nichts dagegen unternommen, um John die Sinnlosigkeit der Flucht deutlich zu machen. Er betätigt einen Hebel, durch den die Hunde freigelassen werden. Kurt versucht über die Mauer zu klettern, wird aber von den Hunden nach unten gezogen und zerfleischt.
Madeleine wird mitgeteilt, dass nicht nur Kurt, sondern auch John bei dem Ausbruch ums Leben gekommen sei. Sie wird misstrauisch und bewirbt sich als neue Haushälterin bei Callistratus. Dieser stellt sie sofort ein, da er nicht weiß, dass sie Johns Frau ist. Plötzlich sieht sie John und er sie. In der Nacht schafft John es die Gitterstäbe seiner Zelle aufzubiegen. Er schleicht sich, ohne dass die Hunde und Dr. Callistratus ihn bemerken, in den Hof und klettert in Madeleines Zimmer. Die beiden umarmen sich. John sagt ihr aber, dass sie verschwinden solle, da sie in Gefahr gerate, wenn Dr. Callistratus herausfindet, wer sie ist. Carl klopft plötzlich an die Tür und John versteckt sich. Carl bittet Madeleine mit Gesten nach unten zu Dr. Callistratus zu kommen. Er entdeckt John und das offene Fenster, tut jedoch so, als hätte er nichts gesehen. Als Madeleine bei Dr. Callistratus angekommen ist, trifft sie dort auch Monsieur Auron, welcher sie erkennt. Später kommt er in ihr Zimmer und sagt Madeleine, dass er weiß, wer sie ist. Plötzlich küsst er sie und versucht sie zu vergewaltigen. Carl kommt aber ins Zimmer und rettet Madeleine. Er will Monsieur Auron erwürgen, aber Callistratus kommt ins Zimmer. Daraufhin erzählt Monsieur Auron Dr. Callistratur, dass Madeleine Johns Frau sei. Callistratus sagt Karl, dass er Monsieur Auron nach draußen bringen solle. Später führt Callistratus Madeleine in den Keller, wo er ihr seine grausigen Experimente zeigt. Er hat einen Mann in einen Eisblock eingefroren, einem anderen hat er das Herz entfernt und es durch eine Art künstliches Herz ersetzt. Als er ihr schließlich die Leiche von Monsieur Auron zeigt, den er vor Kurzem umgebracht hat, fällt Madeleine in Ohnmacht.
John ist immer noch im Hof. Er gräbt Kurts Sarg aus, muss aber feststellen, dass dieser leer ist. Plötzlich taucht Wetzler auf, welcher versucht, John mit einem Bajonett aufzuspießen. Nach einem Kampf mit Wetzler bleibt das Bajonett im Sargdeckel stecken. Wetzler fällt genau auf das Bajonett und spießt sich auf. Danach geht auch John in den Keller, wo Madeleine bereits angekettet ist. Dr. Callistratus befiehlt Carl, John auch anzuketten. Carl zögert erst, befolgt dann jedoch den Befehl. Dann befiehlt Callistratus ihm, Madeleine auf eine Liege zu fesseln. Carl weigert sich und bedroht ihn mit seinem Messer. Callistratus erschießt ihn jedoch und fesselt Madeleine selbst. Darauf erzählt er John und Madeleine, dass er vor sechs Jahren für einen Vampir gehalten und ihm ein Pfahl ins Herz getrieben worden sei. Er habe jedoch ein Mittel erfunden, das seinen Körper am Leben erhalten hat, und konnte durch eine Herztransplantation wiederbelebt werden. Durch das Mittel habe er jedoch eine Blutkrankheit bekommen, weshalb er mit Blut experimentiere. Dann holt er eine Liege, auf der der von den Hunden übel zugerichtete und entstellte Kurt liegt. Callistratus will ihm ebenfalls Blut entnehmen. John sagt Kurt, dass er Callistratus' Arm festhalten solle, was dieser tut. Schließlich stirbt Kurt jedoch. John kann Madeleine befreien und Callistratus' Schusswaffe an sich nehmen. Sie zwingen ihn dazu, sie beide gehen zu lassen, was Callistratus tut. Als John, Madeleine und Dr. Callistratus auf dem Hof sind steht Carl plötzlich wieder auf. Er läuft nach oben um sich an Callistratus zu rächen, wird aber von den Wachen erschossen, kann aber mit letzter Kraft den Hebel umlegen, der die Hunde freilässt. Die Hunde stürzen sich auf Dr. Callistratus und zerfleischen ihn. John und Madeleine müssen dabei schockiert zusehen und flüchten schließlich.

## Kritik
„Langweilig-abstoßender Horrorfilm, bestenfalls unfreiwillig komisch.“

„Horrorfilm, der sich am Stil der Filme des Hammer-Studios orientiert, dessen Drehbuch Hammer-Stammkraft Jimmy Sangster zu verdanken ist. Weitgehend ohne übernatürliche Elemente auskommend, gibt es weder einen Vampir noch einen Dämonen zu bestaunen, wie der Original- bzw. der deutsche Titel glauben machen wollen. Stattdessen erfreuen neben obligatorischen Schockelementen vor allem gestandene britische (Theater-)Schauspieler wie Donald Wolfit in der Rolle des verrückten Forschers sowie Victor Maddern als unvergesslicher, buckeliger Assistent Carl.“

## Veröffentlichungen
Im Vereinigten Königreich startete der Film am 26. August 1958 in den Kinos. Deutscher Kinostart war der 9. Dezember 1958. Der Film wurde jedoch in Deutschland nicht auf VHS veröffentlicht. Auch im Free-TV wurde er nicht gezeigt. Einzig im Pay-TV lief er wenige Male. Aus diesem Grund war er in Deutschland weitgehend unbekannt. Erst am 28. Februar 2008 wurde er von dem Label E-M-S im Rahmen der Der Phantastische Film-Reihe in einer restaurierten Fassung auf DVD veröffentlicht.

## Fassungen

### Deutsche Kinofassung
Die deutsche Kinofassung von Der Dämon mit den blutigen Händen bekam eine Freigabe ab 18 Jahren und war um ca. 6 Sekunden geschnitten. Es fehlte ein Teil der Szene, in der Dr. Callistratus einem Gefangenen Blut abnimmt. Diese Version des Films lief auch im Pay-TV auf Premiere 13th Street.

### US Kinofassung
Die US-Fassung wurde an zwei Stellen zensiert. Es fehlt eine Szene, in der blutige Körperteile zu sehen sind, und eine weitere, in der eine Frau an der Brust begrapscht wird. Insgesamt fehlen ca. 35 Sekunden.

### Deutsche DVD Fassung
Die deutsche DVD von e-m-s ist an drei Stellen geschnitten worden. Es fehlt ein Kameraschwenk über einen Tisch mit Körperteilen, eine Szene mit angeketteten Frauen, die auf dem deutschen Kinoplakat zu sehen war, und das Eindringen einer Transfusionsnadel in den Hals. Es fehlen insgesamt ca. 1 Minute und 36 Sekunden.

### Ungeschnittene Fassung
Die ungeschnittene Fassung hat eine Länge von ca. 87 Minuten und ist in Frankreich unter dem Titel Le sang du vampire bei Artus Films auf DVD erschienen. Diese Fassung hat jedoch ein unscharfes dunkles Bild und einen recht knappen Bildausschnitt.